# Baptiste Aloé
 (La Ciotat, 29 giugno 1994) è un calciatore francese, difensore dell'Épinal.

## Caratteristiche tecniche
Gioca come difensore centrale.